# MiXxxxx+
『MiXxxxx+』（ミックスプラス）は、信越放送（SBCラジオ）にて毎週月曜 - 金曜の午後に放送されているラジオ番組である。

## 概要
2020年秋の番組改編で、月曜 - 金曜の午後に放送されていた『情報わんさかGOGOワイド!らじ★カン』が終了したことに伴い、同年9月28日より放送スタート。一部のコーナーは前番組から引き続き放送されている。
当日の放送終了後、番組ホームページにて番組内で放送した曲の一覧が公開されている。
番組コンセプトは「愛とこだわりにあふれた音楽と楽しいトークで、あなたの午後のひと時に彩りをプラス!」である。

## 出演者

### 現在（2025.4～）

#### パーソナリティ
- 月曜　海野紀恵（フリーアナウンサー）
- 火曜　生田明子（信越放送アナウンサー。プロデューサー兼任）
- 水曜　生田明子、前田恵里花（信越放送アナウンサー）
- 木曜　海野紀恵、こてつ（メンバーの北村と河合が隔週で交互に出演）
- 金曜　海野紀恵、佐々木一朗（信越放送アナウンサー。2025年3月までは木曜に出演）

#### コーナーレギュラー
- 第2水曜　赤塩正樹（以前は金曜に出演）
- 木曜　もう中学生、根本豊
- 第4水曜　白井貴子
- 第3火曜　にしおかすみこ
- 火曜　ゆでたかの

### 過去

#### 出演者の変遷
| 期間                   | パーソナリティ | パーソナリティ | パーソナリティ      | パーソナリティ      | パーソナリティ      | リポーター | リポーター | リポーター |
| 期間                   | 月             | 火             | 水                  | 木                  | 金                  | 月～水     | 木         | 金         |
| ---------------------- | -------------- | -------------- | ------------------- | ------------------- | ------------------- | ---------- | ---------- | ---------- |
| 2020.09.28～2022.04.01 | 山崎昭夫       | 生田明子       | 丸山隆之            | 根本豊              | 小林知美            | -          | -          | -          |
| 2022.04.04～2022.09.30 | 海野紀恵       | 生田明子       | 丸山隆之            | 根本豊              | 小林知美            | -          | -          | -          |
| 2022.10.03～2024.03.29 | 海野紀恵       | 生田明子       | 丸山隆之            | 海野紀恵            | 海野紀恵            | -          | 平山未夢   | 佐々木一朗 |
| 2024.04.01～2025.03.28 | 海野紀恵       | 生田明子       | 生田明子 前田恵里花 | 海野紀恵 佐々木一朗 | 海野紀恵 平山未夢   | -          | -          | -          |
| 2025.03.31～           | 海野紀恵       | 生田明子       | 生田明子 前田恵里花 | 海野紀恵 こてつ     | 海野紀恵 佐々木一朗 | -          | -          | -          |

- 月曜　山崎昭夫（元信越放送社員、アナウンス部からの異動により降板、2020年9月28日 - 2022年3月21日）
- 水曜　丸山隆之（信越放送アナウンサー）
- 木曜　根本豊（2020年10月1日 - 2022年9月29日）
- 金曜　小林知美（2020年10月2日 - 2022年9月30日）
- 金曜　平山未夢（信越放送アナウンサー。2022年10月3日 - 2025年3月28日）

#### コーナーレギュラー
- 火曜　ジャガーズ

## 主なコーナー
2025年4月現在。
★は前番組から引き続き放送。
- 13:03 きょうのアンケート
- 13:07 ニュース
- 13:13 ミックス・トークセレクション
  - （月・第1週）あの洋楽の名曲は何を歌っている？
  - （月・第2週）周防義和のミュージック・ラボ
  - （月・第3週）協力隊と巡る音楽世界旅行
  - （月・第4週）TSUKEMEN TAIRIKの「信TAIRIK発見」
  - （火）MiyuのおもてなしStory
  - （水・第1週）倉品翔のMy Melody Fair
  - （水・第2週）元H2O赤塩正樹のプレシャスソング
  - （水・第3週）田口史人のレコードと暮らし
  - （水・第4週）白井貴子のかやぶきROCK
  - （木）もう中！夢中！みゅーじっく！
  - （金・第2週）Stan K-pop
  - （金・第4週）あぜがみミュージックジャンボリー
- 13:25 (火) おしえて!遠藤さん
- 13:35
  - （火）あなたを守る防災知恵袋
  - （木）ミックスミュージックセレクション～最新の曲を紹介～
- 13:45 河村通夫の大自然まるかじりライフ（マール制作）
- 13:55 ニュース・交通情報
- 14:00 ノンスト! ～ミュージックセレクション
- 14:20 ラジオカーレポート
- 14:25
  - （水・第3・4週）信州のおばあちゃんたちに聞いた100年後にも残したいふるさとレシピ100
  - （金）佐々木一朗の日本一周鉄道旅
- 14:40
  - （月・水・木）まいどあり～
  - （火・金）今旬！インフォメーション
- 14:55 ニュース・交通情報
- 15:00 クイズコーナー
  - （火）ゆでたかのラジオdeゆで小屋（脳トレクイズコーナー）
- 15:17
  - （火・水・木・金）かんてんぱぱ・ヘルシーライフ
- 15:20
  - （火・第1週）本田武史のリンクサイドストーリー
  - （火・第2・4週）フジジュンの放課後ロックンロール
  - （火・第3週）にしおかすみこのカオスな日常
  - （水）聴いて体感！アートなはなし
  - （木・第1・3・5週）Kie's説法
  - （木・第2・4週）根本豊の昭和UP100
  - （金・第2週）気象予報ムシ
  - （金・第3週）味方の見方
  - （金・第4週）新感覚！リゾートスタイルガーデン
- 15:30 お天気プラス
- 15:35 ラジ＋テレ イントロDON! ★ (SBCテレビ「ずくだせテレビ」との同時生放送)
- 15:45
  - （月・第1週）太田和彦の飲みまっしょ、語りまっしょ
  - （火・第2週）よね子先生のきものアレコレ
  - （火・第4週）おもいで額縁便
- 16:00 アンケート結果発表
- 16:10 作文きかせて!